# Развильненское сельское поселение
Развильненское сельское поселение — муниципальное образование в Песчанокопском районе Ростовской области. 
Административный центр поселения — село Развильное.

## Состав сельского поселения
| № | Населённый пункт | Тип населённого пункта       | Население |
| - | ---------------- | ---------------------------- | --------- |
| 1 | Волго-Дон        | хутор                        | 12        |
| 2 | Двойной          | хутор                        | 3         |
| 3 | Развильное       | село, административный центр | ↘5494     |

## Население
| 2002  | 2010  | 2012  | 2013  | 2014  | 2015  | 2016  |
| ----- | ----- | ----- | ----- | ----- | ----- | ----- |
| 5863  | ↘5509 | ↘5354 | ↘5230 | ↘5110 | ↘5044 | ↘4963 |
| 2017  | 2018  | 2019  | 2020  | 2021  |       |       |
| ↘4842 | ↘4721 | ↘4606 | ↘4518 | ↘4468 |       |       |